# SN 2011fy
SN 2011fy – supernowa typu II-P odkryta 17 września 2011 roku w galaktyce A183953+4001. W momencie odkrycia miała maksymalną jasność 17,60m.